# Нова Швеція
Нова Швеція (швед. Nya Sverige) — колонія Шведської імперії у XVII столітті в Північній Америці у долині річки Делавер. Колонія була заснована у 1638 році Новою шведською компанією. Територія перебувала під шведським правлінням протягом 17 років у 1638—1655 роках і стала першим постійним європейським поселенням у цій області. Після завоювання колонії Нідерландами у 1655 році більшість шведських і фінських поселенців ухвалило рішення залишитися.
Територіально Нова Швеція була витягнута в північно-південному напрямку вздовж Делаверської затоки і нижній частині річки Делавер від мису Генлопен до водоспадів у Трентоні на території сучасного штату Нью-Джерсі. Колонія розташовувалася на території сучасного штату Делавер, але також включала в себе південну частину Пенсільванії, західну частину Нью-Джерсі і частково Меріленд.

## Передісторія
Ідея створення шведської колонії у Північній Америці виникла у під час правління шведського короля Густава II Адольфа. Король спілкувався з нідерландцем Віллемом Усселінксом, який 21 грудня 1624 року заснував Південну компанію, метою якої було освоєння Америки. Після від'їзду Густава II Адольфа на війну до Німеччини діяльність компанії довелося призупинити.
В 1635 канцлер Аксель Оксеншерна і Петер Спірінг, який вже довгий час був на шведській службі, контактували в Амстердамі з нідерландськими купцями Самуелем Бломмертом і Петером Мінуїтом. Останній раніше працював у Голландській Вест-Індській компанії та був губернатором колонії Нові Нідерланди. Петер Мінуїт вважав, що область навколо річки Делавер недостатньо освоєна, і там можна створити нову колонію. Парламент відновив роботу Південної компанії у 1636 році, а наступного року реорганізував її у Нову шведську компанію з місією встановити шведсько-нідерландський торговий пост у Північній Америці. Шведськими партнерами компанії став брати Аксель і Габріель Оксеншерни, їх двоюрідний брат Габріель Бенгтссон Оксеншерна, Клас Ларссон Флемінг і Петер Спірінг. Крім того, їхніми партнерами було 6 нідерландців, включаючи Бломмерта. Бюджет компанії був розділений навпіл між шведами і нідерландцями.

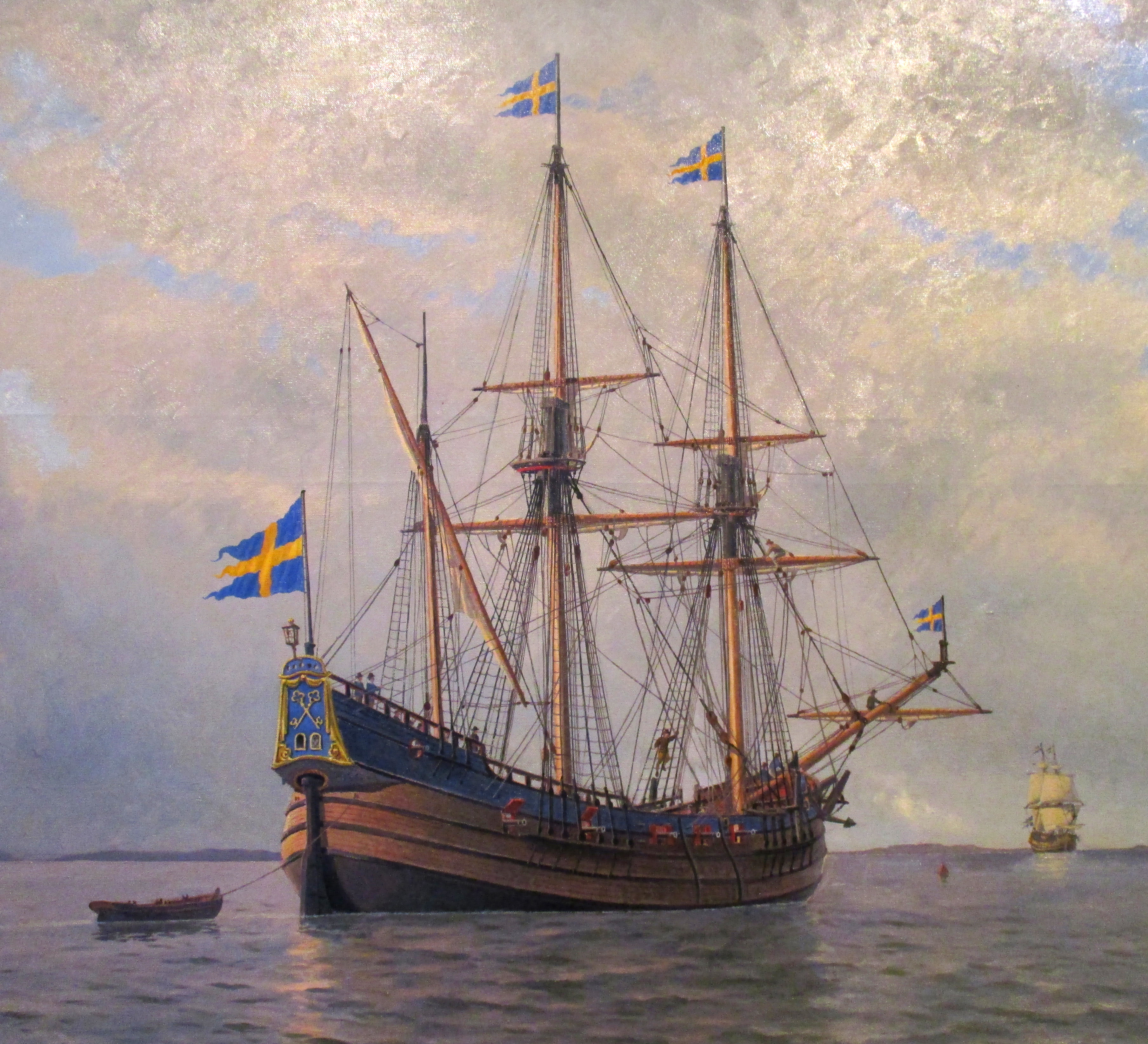
Картина із зображенням судна «Кальмар Нюкель»

Експедиція в Північну Америку була підготовлена в найсуворішій таємниці через страх перед нідерландською Вест-Індською компанією, яка домінувала в цих областях. Половина екіпажу складалася з шведів, інші матроси були нідерландцями. Офіцери були також родом з Нідерландів, тож мали великий досвід плавання в трансатлантичних рейсах.
Наприкінці листопада 1637 року кораблі Кальмар Нюкель (Kalmar Nyckel) і Фогель Гріп (Fågel Grip) з 24 чоловіками (23 військовослужбовців і 1 бухгалтер) під керуванням Мінуїта вийшли в плавання з порту Гетеборга.

## Заснування колонії
23 березня 1638 року експедиція прибула у Делаверську затоку. Судна продовжили маршрут вгору по річці Делавер і зупинилися біля злиття річок Крістіна-Рівер і Брендівайн-Крік. Територія була заселена індіанцями делаварами і 29 березня Мінуїт домовився з п'ятьма вождями цього народу про купівлю землі на західному березі річки від Бомбей-Гук на гирлі річки Делавер на півдні до гирла річки Скулкілл на півночі. Угода була підписана 8 квітня на судні «Кальмар Нюкель», землю ж обміняли на товари.
Першим поселенням став форт Крістіна (сучасне місто Вілмінгтон), названий на честь тодішньої королеви Христини. Будівництво форту завершене восени 1638 року.
Відносини з місцевим населенням з самого початку були хорошими, поселенці торгували з делаварами, купували хутро у саскуєханнок (ірокезомовного народу). Проте напруженість виникла з іншими європейцями. У Нідерландів була колонія Нові Нідерланди, заснована в 1614 році біля річки Гудзон на північ від Нової Швеції. Нідерландський форт Нассау розташовувався на північний схід від форту Крістіна. Нідерландці постійно протестували з приводу такого сусідства, але Нідерланди і Швеція незабаром стали союзниками під час Тридцятирічної війни і спочатку уникали відкритого конфлікту, хоча нідерландський губернатор Віллем Кієфт офіційно подавав скаргу Мінуїту. Британська колонія Вірджинія (сучасний штат Вірджинія) була заснована в 1607 році на південному заході Нової Швеції.
Колоністи прибували з усієї Шведської імперії, але спочатку шведська влада намагалася обмежити еміграцію в колонію. В ті часи, народ Шведської імперії був бідним, тож більше заохочували імміграцію в країну. Першими емігрантами були злочинці, яким давали вибір: залишитися в Швеції або прожити мінімум 5 років в Америці. Пізніше почали припливати добровільні емігранти здебільшого із західної Швеції — з Даларни, Ємтланду, Вермланду та Інгерманландії. Велику групу колоністів становили лісові фіни, які втекли у Вермланд від війни в прикордонних регіонах Росії, а також злочинці та дезертири. Шведська влада одночасно хотіла зменшити частку населення Фінляндії, а 8 лютого 1641 р. уряд наказав губернаторам ленів Вермланд, Нерке та Даларна заарештовувати бездомних лісових фінів і доставити їх в Гетеборг для відправлення звідти в Нову Швецію в липні 1641 року на двох кораблях. Шведська імперія скерувала 12 експедицій у свою колонію. Велика частина кораблів належала Новій шведській компанії, за винятком двох кораблів військово-морського флоту Шведської імперії. Всі судна виходили з Гетеборга, їхній шлях звичайно пролягав Північним морем, потім через протоку Ла-Манш до Канарських островів. Судна перепливали Атлантичний океан у південно-західному напрямку, доходили до острова Антигуа в Карибському морі, а потім прямували у північно-східному напрямку до узбережжя штату Делавер.

## Розбудова колонії

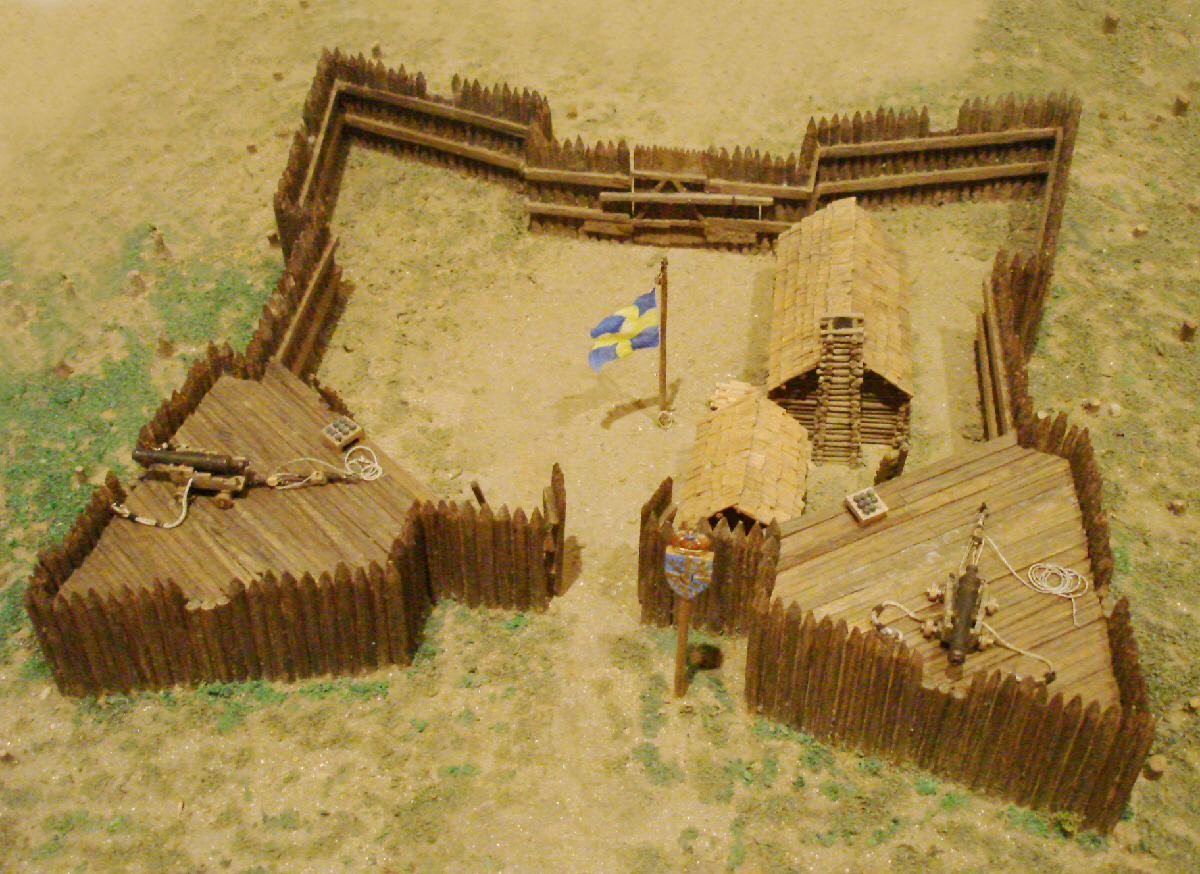
Модель форту Крістіна

Мінуїт почав будівництво форту Крістіна, підготувавши стартову позицію для створення маленької колонії. Після цього він покинув цю територію в червні на кораблі «Кальмар Нюкель» у напрямку Шведської імперії, щоб відзвітувати про створення колонії. Під час плавання Мінуїт помер на островах Сент-Кітс і Невіс в Карибському морі під час шторму, але судно Кальмар Нюкель повернулося до Шведської імперії. Монс Нільссон Клінг був призначений 15 червня 1638 року заступником губернатора. Судно Фогель Гріп знову прибуло в колонію взимку 1638 року через Сент-Кітс і Невіс з іншим колонізатором, звільненим рабом, а в квітні 1639 року рушив з вантажем тютюну і хутра до Шведської імперії. Населення колонії тоді складалося з Клінга і двадцяти чотирьох чоловіків, які повинні були чекати наступної експедиції протягом 18 місяців.

Нові Нідерланди і Нова Швеція на мапі сучасних США

24 січня 1640 року у Стокгольмі підписаний договір, в якому нідерландцям надавали право мати приватну резиденцію на північ від форту Крістіна в районі Нової Швеції. 17 квітня 1640 року прибув корабель «Кальмар Нюкель» з новим губернатором Петером Голландером Ріддером і 14 новими колоністами. Ріддер закупив іще землі по обидві сторони від річки Делавер. Клінг вирушив додому у Шведську імперію, щоб набрати побільше поселенців, і в липні 1641 року повернувся з більш ніж 50 емігрантами на двох суднах, більшість з яких складали фіни з Вермланда і Вестманланда. Нові емігранти почали будувати поселення Свеаборг і Новий Стокгольм, а фінські емігранти розпочали будувати поселення Фінляндія і Апленд трохи на північ від форту Христина. 1642 року лютеранський пастор Торкіллус побудував першу церкву в форті Крістіна.
15 лютого 1643 року Нова шведська компанія призначила новим губернатором військового підполковника Югана Принца, який до цього служив в Фінляндії і був знайомим з фінською мовою і звичаями. 15 лютого 1643 року в колонію прибули другий священик колонії Йоган Кампаніус та приблизно 70 колоністів і солдатів. Принц намагався уникати зіткнення з нідерландцями. Форт Нассау був побудований до приходу шведів, і шведські кораблі салютували, коли проходили поруч із ним. Принц здійснив нові покупки землі, а потім заснував форт Новий Гетеборг, а також свою приватну резиденцію Прінтцторп на західному березі річки Делавер і форт Новий Елфсборг на його східному березі. Шведи також заснували форт Новий Корсхольм, який служив торговим центром Делавера на річці Скулкілл. Поселення Мінква, Провінс, Текірассі і Тінікум, а потім Новий Вааса, Мельндаль і Турне були побудовані в 1643—1647 роках.
У 1643 році в Новій Швеції проживало близько 200 шведів. Вони займалися полюванням і сільським господарством та посилали вантажі тютюну і хутра додому до Шведської імперії. 4 вересня 1646 року пастор Кампаніус відкрив першу церкву в фортеці Новий Гетеборг. На додаток до своєї релігійної місії Кампаніус як місіонер проповідував серед місцевих жителів і склав словник їхньої мови. Він також почав здійснювати перші систематичні метеорологічні спостереження в Північній Америці. У наступні роки прибуло кілька шведських експедицій з новими поселенцями в колонію, в тому числі 11 березня 1644 року із 12 новими поселенцями, у жовтні 1646 року із 14 новими поселенцями і в січні 1648 р. з 12 новими поселенцями. 1648 року все населення Нової Швеції становило близько 250 осіб. 28 серпня 1649 судно «Каттан», відправлене зі Стокгольма, затонуло недалеко від Пуерто-Рико, і ніхто з 70 пасажирів, серед яких було кілька жінок і дітей, не досяг колонії.
Наприкінці 1650 року офіцера Свена Скуте відправили додому до Шведської імперії, щоб повідомити про необхідність відправлення більшої кількості людей. Для цього в 1653 році королева Христина наказала йому залучити 250 нових емігрантів. 1647 року Петер Стейвесант був призначений новим губернатором колонії Нові Нідерланди, і між країнами збільшилася напруженість у відносинах. У 1651 року нідерландці побудували форт Казимир на південь від форту Крістіна, водночас покинувши форт Нассау і форт Беверсрееде. За той же період шведи відмовилися від форту Новий Елфсборг і форту Новий Корсгольм, щоб зібрати людей навколо фортів Крістіна і Новий Гетеборг.
Принц керував колонією жорсткою рукою і захопив у 1652 році ферми Ларса Свенссона. Тоді кілька шведів покинуло колонію, оселившись на нідерландській землі. Вже в 1653 році в колонії почали спалахувати бунти проти Принца через його жорстоке керівництво і 23 колоністи написали заяву про свій відхід. Губернатор назвав їх бунтівниками і засудив до смертної кари. Навесні 1653 шведське населення через епідемії зменшилося до 70 осіб, і обговорювалося питання про перехід поселенців до нідерландців. Після того, як бунти змусили Принца наприкінці жовтня 1653 року залишити колонію і виїхати до Шведської імперії, Юган Папегоя був призначений заступником губернатора. Ще 15 людей покинули колонію шукати притулок у нідерландських володіннях. Папегоя найняв індіанців для повернення поселенців назад додому мертвими або живими. У той же час в регіоні різко збільшилася напруженість у відносинах з нідерландцями.
До того, як Принц прибув в Гетеборг, Шведська імперія 2 лютого і 15 квітня 1654 року послала нові експедиції з поселенцями. Перша експедиція була найбільшою, на борту корабля було 350 нових колоністів. Під час поїздки, проте, вибухнула епідемія дизентерії, і загинули сотні людей. Друга експедиція йшла в неправильному напрямку, і врешті-решт на річці Гудзон нідерландці захопили судно. 22 травня 1654 року прибули Юган Классон Рісінг і Скуте разом із приблизно 250 колоністами. Експедиція встала на якір 20 травня у форті Новий Елфсборг, але виявивши, що його покинули, попрямувала вгору по річці до нідерландського форту Казимир. Форт 21 травня здався без бою і був потім перейменований в Трефальдігхет. 21 червня Рісінг також зустрівся з місцевими індіанськими племенами, знову підписав угоди про дружбу. Було засновано нові поселення Аммансланд, Сідоланд, Тімбер Ісланд і Еверсідоландет. 15 липня Рісінг послав корабель до Шведської імперії з позитивними повідомленнями про ситуацію і сподівані плани.

## Завоювання нідерландцями
Нідерландці на чолі з губернатором Стейвесантом, що вже давно стежили за життям шведської колонії, вирішили її захопити. Нідерланди підтримали свою колонію, в той час як Шведська імперія збиралася вступити в нову війну з Річчю Посполитою і, отже, не могла б більше посилати нові експедиції. Нова Швеція страждала від нестачі їжі, і багато поселенців покинуло ці землі.
Запланувавши вторгнення в колонію, нідерландці зібрали сили з 7 військових кораблів і 300 солдатів. 30 серпня 1655 року нідерландський флот увійшов в затоку Делавер і, досягнувши форту Трефальдігхет, обліг 1 вересня фортецю, командування над якою взяв Скуте. Шведський офіцер керував майже 30 чоловіками, готовими до оборони, і мав у розпорядження 10 гармат; Флагманський корабель Стейвесанта мав 36 гармат, і після переговорів Скуте здав форт нідерландцям 11 вересня. Потім почалася облога форту Крістіна, яким керував Рісінг. У фортеці було лише 30 солдатів, і губернатор Рісінг капітулював 14 вересня. Передання форту відбулося за встановленими правилами: шведи спустили свій прапор, вистріливши гарматами в знак вітання Нідерландам. Відповідний салют дали нідерландці, потім фортецю покинув шведський гарнізон на чолі з барабанщиками, трубачами і прапороносцями. У форт увійшли нідерландці, поставивши свій прапор.
Делавари надавали допомогу шведам під час нідерландської облоги і атакували форт Новий Амстердам, а також зібрали сили для Нової Швеції, але це не вплинуло на результат війни. Після капітуляції більшість шведів залишилися в колонії, присягнувши нідерландській владі, тільки Рісінг і кілька шведів вирішили повернутися до Шведської імперії. У володіння нідерландців перейшла територія Нової Швеції з населенням 400 осіб.

## Поселення
У Новій Швеції розташовувалися такі форти:
- форт Крістіна (Fort Christina), побудований в 1638 році (сучасний Вілмінгтон);
- форт Новий Елфсборг (Fort Nya Elfsborg), побудований в 1643 році (сучасний Салем);
- форт Новий Гетеборг (Fort Nya Göteborg), побудований в 1643 році (сучасний Ессінгтон);
- форт Новий Корсгольм (Fort Nya Korsholm), побудований в 1647 році (сучасна південно-західна Філадельфія);
- форт Трефальдігхет (Fort Trefaldighet), завойований в 1651 році (сучасний Нью-Касл).

Також було засновано такі поселення:
- 1641: Фінляндія (Finland), сучасний Маркус-Гук, штат Пенсільванія; Апленд (Upland), сучасний Честер;
- 1642: Свеаборг (Sveaborg), сучасний Свідсборо; Новий Стокгольм (Nya Stockholm), сучасний Бриджпорт;
- 1643: Мінква (Minquas), сучасна південно-західна Філадельфія; Провінс (Provins), сучасна Філадельфія; Прінтцторп (Printztorp), сучасний Ессінгтон; Текірассі (Tequirassy), сучасний Еддістон, штат Пенсільванія; Тінікум (Tinicum), сучасний Тінікум, штат Пенсільванія;
- 1644: Новий Вааса (Nya Vaasa), сучасний район Кінгсессінг в Західній Філадельфії;
- 1645: Мельндаль (Mölndal), сучасний Їдон, штат Пенсільванія;
- 1647: Турне (Torne), сучасний район Кінгсессінг в Західній Філадельфії;
- 1648: Беверсрееде (Beversreede), сучасна Філадельфія;
- 1654: Аммансланд (Ammansland), сучасний Дербі, штат Пенсільванія; Сідоланд (Sidoland), Тімбер Ісланд (Timber Island) і Еверсідоландет (Översidolandet), сучасний Вілмінгтон.

## Губернатори
Губернаторів колонії призначали безпосередньо шведські монархи, з їх призначенням також додавали письмові інструкції. У Новій Швеції було загалом 6 губернаторів:
- Петер Мінуїт, 29 березня 1638 року — 15 червня 1638 року (офіційно 30 січня 1640 року);
- Монс Нільссон Клінг, 15 червня 1638 року — 17 квітня 1640 року (заступник Мінуїта);
- Пітер нідерландер Ріддер, 17 квітня 1640 року — 15 лютого 1643 року;
- Юган Бйорнссон Принц, 15 лютого 1643 року — 31 жовтня 1653 року;
- Юган Папегоя, 1 листопада 1653 — 27 травня 1654 року (заступник Принца);
- Юган Классон Рісінг, 27 травня 1654 року — 25 вересень 1655 року.